# In the Garden (álbum)
In the Garden es el álbum debut del dúo británico Eurythmics, publicado en octubre de 1981 y producido por Conny Plank.

## Lista de canciones
Todas las canciones escritas y compuestas por Annie Lennox y David A. Stewart. 
| N.º | Título                            | Duración |  |
| 1.  | «English Summer»                  | 4:02     |  |
| 2.  | «Belinda»                         | 3:58     |  |
| 3.  | «Take Me to Your Heart»           | 3:35     |  |
| 4.  | «She's Invisible Now»             | 3:30     |  |
| 5.  | «Your Time Will Come»             | 4:34     |  |
| 6.  | «Caveman Head»                    | 3:59     |  |
| 7.  | «Never Gonna Cry Again»           | 3:05     |  |
| 8.  | «All the Young (People of Today)» | 4:14     |  |
| 9.  | «Sing-Sing»                       | 4:05     |  |
| 10. | «Revenge»                         | 4:31     |  |

## Créditos
- Annie Lennox - teclados, voz, sintetizador
- Dave Stewart - teclados, sintetizador, guitarra